# Bawodobara (Pulau-Pulau Batu)
Bawodobara is een bestuurslaag in het regentschap Nias Selatan van de provincie Noord-Sumatra, Indonesië. Bawodobara telt 429 inwoners (volkstelling 2010).